# 콘라두스 1세
콘라트 1세(Conrad I, 독일어: Konrad I, 890년경 – 918년 12월 23일)는 동프랑크 왕국의 귀족으로 906년부터 프랑켄의 공작이었고 911년부터 죽을 때까지 동프랑크의 왕이었다. 비록 그는 스스로 "독일의 왕"(rex Teutonicorum)이라는 칭호를 사용하진 않았지만 카롤링거 왕조의 마지막 동프랑크 왕인 루트비히 유아왕의 후계자로 이후부터는 독일의 군주로 간주된다. 아버지 콘라트와 구별을 위해 콘라트 청년왕(Conrad the Younger)로도 부른다. 콘라트 1세는 서프랑크 샤를 3세와의 전쟁과 마자르 족의 침입에서 연달아 패퇴하면서 국왕으로서의 영향력을 상실하고 만다.
선거로 즉위한 국왕인데다 마자르 족의 침략을 막아내지 못해 그의 왕권은 취약했다. 재위기간 중 로트링겐의 영향력을 상실했고 귀족들의 도전에 직면하였으며, 새로운 체제를 수립하는 데에도 실패했다. 그는 프랑크 왕국 이후 독일에서 선거로 선출된 최초의 군주로, 콘라트 자신은 자신의 공식 직함을 동프랑크의 국왕이라 하였으나 이후 그의 왕국은 독일 왕국으로 발전하였다.

## 생애

### 프랑켄 공작 시절
콘라트는 같은 이름의 튀링겐과 프랑켄의 공작인 아버지 콘라트와 황제이자 동프랑크의 왕 아르눌프의 서녀 글리스무트의 아들로, 림뷔르흐 근처 바일부르크에서 태어났다. 따라서 촌수로는 즈벤티볼트와 라톨드, 그보다 나이 어린 유아왕 루트비히의 외조카뻘이 된다.
아버지 콘라트는 튀링겐과 프랑켄의 공작이자 헤센가우의 백작, 보름스필드의 백작, 고츠펠트, 이었다. 증조부는 랑가우의 백작 게브하르트 폰 랑가우였고, 할아버지는 네우스트리아의 우도였다. 그의 집안은 대대로 니더작센 일대에 살았으며, 그의 조상 중 한명의 이름이자 그의 집안에서 많이 사용하던 이름을 따서 콘라디안 왕가라고 부른다. 상부 부르고뉴에서 스스로 왕을 칭하고 자립한 일가 역시 그의 먼 일족이었다. 그에게는 동생인 에버하르트 폰 튀링겐과 루돌프가 있었고, 콘라트 1세의 친삼촌인 루돌프는 892년부터 뷔르츠부르크의 주교, 903년 무렵에는 로트링겐의 주교를 역임하였다. 903년부터 910년 무렵 로트링겐의 공작이자 섭정이었던 게브하르트 역시 콘라트의 숙부였다. 그러나 그는 콘라트가 즉위하기 전에 사망한다. 어머니인 글리스무트는 황제 아르눌프의 서녀로, 글리스무트의 생모는 튀링겐 공작가문의 딸로 추정된다.
형제로는 에버하르트 3세, 904년 류르가흐와 912년 란의 변경백에 임명되었던 우도 또는 오토, 부르크하르트에게 시집간 딸 등이 있었다.
콘라트 가문은 마인의 영주인 바벤베르크 가문과 프랑켄의 지배권을 놓고 치열한 다툼을 벌이고 있었다. 906년 벌어진 바벤베르크 가문과의 전투에서 아버지 콘라트 공작이 죽었고 아들 콘라트가 프랑켄의 공작의 지위에 올랐다. 그밖에 헤세의 백작인 베렝가르 역시 그의 일족이었다. 네우스트리아와 헤세의 백작이었던 베렝가르의 딸은 동프랑크의 왕이자 황제인 아르눌프의 왕비들 중의 한사람인 네우스트리아의 오타였다.
897년부터 콘라두스의 가문과 바벤베르크 가문은 프랑코니아의 패권을 놓고 다투었다. 902년 콘라트의 삼촌 에베르하르트가 바벤베르크와 싸우다가 전사했고, 906년 1월 아버지 콘라트는 바벤베르크 가문의 아달베르트의 삼형제와 싸우다가 그해 2월 7일 프리츨라르 근처에서 아달베르트에게 살해되었다. 콘라트의 가문과 바벤베르크 가문의 대립은 유아왕루도비쿠스가 콘라트 가문의 손을 들어주면서 종식되었다.
908년과 910년에 마자르족의 침공에 맞서 싸웠으나, 로타링기아에 있던 그의 친삼촌 루돌프(908년)와 게브하르트는 마자르와의 전투에서 목숨을 잃었다.
904년과 910년 뒤셀도르프의 카이저스베르트 평신도 수도원의 원장에 임명되었다.
913년 슈바벤 백작 에르찬가르의 누이이자 바이에른 후작 레오폴트(또는 리우트폴트)의 미망인이었던 슈바벤 공작가문 출신 알라홀핑가의 쿠니군데(Kunigunde)와 결혼했다. 쿠니군데 역시 카롤링거 왕가의 외손으로 아득하게나마 왕위 계승권을 갖고 있었으며, 독일인 루트비히 2세의 외손녀딸이자 공주 기셀라와 슈바벤의 팔라틴 백작 베르크톨드 1세의 딸이고, 카를 3세 비만왕, 청년 루트비히 카를로만의 외조카 딸이었다. 쿠니군데는 이미 리우트폴트와의 사이에서 아르눌프 대머리와 베르크톨드 두 아들이 있었다. 프랑켄과 랑가우 백작령은 카롤링거 왕가의 충실한 지지자들이었다. 콘라트 1세의 아버지 콘라트 폰 튀링겐과 콘라트는 바벤베르크의 공작 하인리히 폰 프랑코니아와 프랑켄 지역의 패권을 두고 경쟁하였고, 906년 아버지 콘라트 폰 튀링겐은 밤베르크 성에서 맹인왕 루트비히의 지원을 받은 하인리히 폰 프랑코니아와의 전투에서 전사하였다.
한편 콘라트 1세는 유아왕 루트비히의 생존 시부터 이미 왕국의 실권자로 활동했다. 909년 이래로 콘라트는 유아왕 루트비히의 문서와 정책 결정에 개입한 세속 영주였다. 그의 강력한 라이벌인 작센 공작 걸출공 오토는 재상직을 콘라트에게 양보하였고, 콘라트 1세는 재상직과 함께 스스로를 동프랑크 공(dux Francorum orientalium, "Duke of the East Franks") 또는 프랑크 공작(dux Francorum)이라 칭하였다. 이는 자신의 영지 프랑코니아와 교묘하게 비슷한 음이기도 했다.

### 동프랑크의 국왕

#### 선거에 의한 국왕 즉위

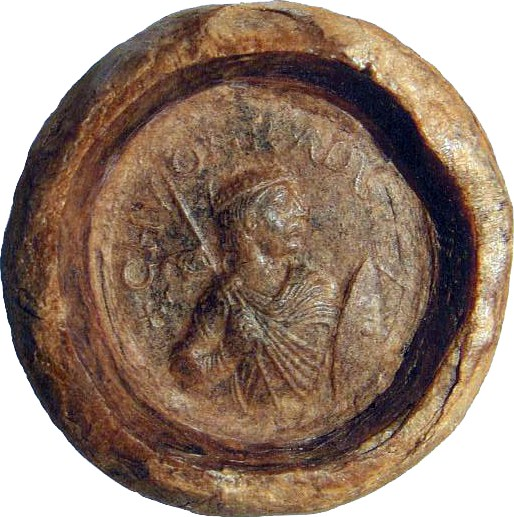
콘라트 1세 시대의 동프랑크 왕국 데나리온 동전

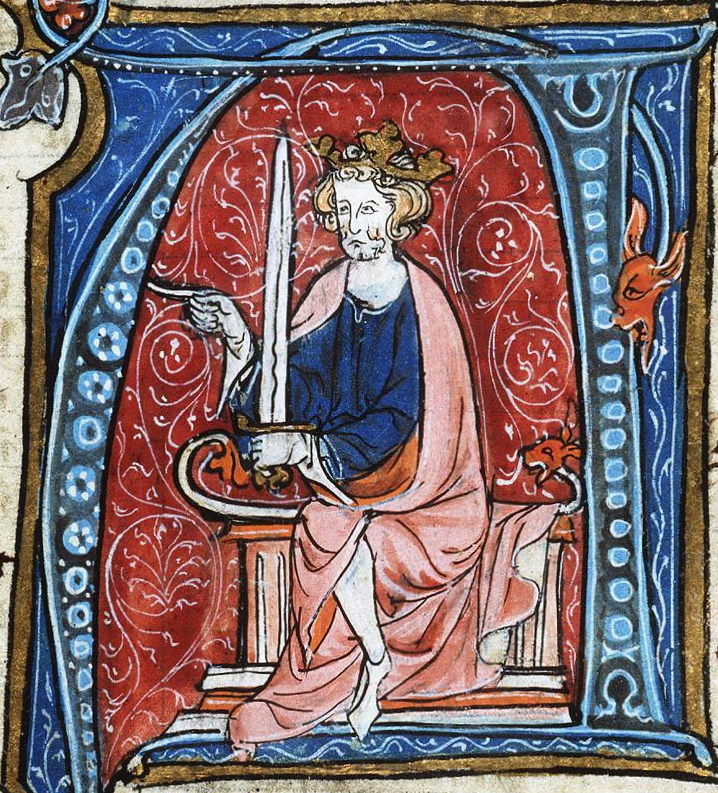
콘라트 1세

프랑켄 공작 콘라트는 911년 동 프랑크 왕국의 마지막 카롤링거의 왕 유아왕 루트비히가 죽자 카롤링거 왕가 출신으로는 즈벤티볼트의 어린 두 아들이 있었으나 서출이었고, 콘라트는 외사촌 형제들을 제치고 911년 11월 10일 동프랑크의 포르크하임(Forchheim)에서 귀족들의 추대를 받아 동프랑크 왕국의 왕으로 선출되었다. 콘라트를 지지한 인물은 작센, 슈바벤, 바이에른의 귀족들이었다. 그가 라인강 동쪽의 독일 귀족들 모두의 지지를 받았는지 아니면 프랑크족과 작센족의 지지만을 받았는지는 확실하게 알려지지 않았다. 일부 동프랑크의 귀족들은 서프랑크의 샤를 3세를 지지하기도 했다.
카롤링거 왕조의 가까운 인척으로는 바이에른 공작이 지명되었으나, 전임 바이에른 공작 리우트폴트는 독일인 루트비히의 딸 기셀라의 딸 쿠니군데와 결혼했으나 907년 마자르족과의 전투에서 사망하고 그 아들 아르눌프는 소년이었으므로, 귀족들은 콘라트의 손을 들어주었다.
그의 강력한 정적인 오토는 고령을 이유로 들어 왕위를 사양했지만 콘라트의 지지 기반은 매우 취약하였다. 귀족, 제후, 주교들의 선거에 의해 선출된 국왕이었으므로, 각지의 귀족, 제후, 영주, 주교들의 입지는 커졌고, 왕권과 왕의 발언권은 약화되었다.
아득하게 계승권을 가졌지만 카롤링거 왕조의 직계 후손이 아닌데다가 귀족들의 추대로 왕위에 오른 그의 치세는 매우 불안했다. 일부 귀족들은 그의 집권에 반발했고, 동프랑크와 서프랑크 왕국 사이에서 로타링기아의 귀족들은 콘라트를 거부하고, 서프랑크 카롤링거 왕조의 샤를 단순왕 쪽으로 기울어졌다. 초기에 로타링기아의 귀족들은 공작 루트비히 등을 비롯한 로타링기아의 귀족들은 콘라트에게 충성하기로 약속하였다. 그러나 로타링기아의 섭정이며, 콘라트와 동프랑크의 패권을 놓고 다투던 레니에 폰 로트링겐은 끝까지 콘라트에 대한 충성을 거부하고 서프랑크 왕국으로의 합류를 주장했다. 콘라트의 숙부이자 전임 섭정 겸 로타링기아 공작인 게브하르트는 이미 사망하여 정치적 영향력이 없었다. 로타링기아는 서프랑크의 카롤링거 왕조 군주 샤를 3세에게 충성을 맹세하기로 결정하였다.
콘라트 1세는 가톨릭 교회와 가깝게 교류했고, 솔로몬 3세 콘스탄스 주교를 왕국의 총리로 임명하였다. 콘스탄스 주교는 콘라트 1세의 재위기간 대부분을 총리로 재직했다. 그외에도 마인츠의 하토 대주교는 그의 주요 자문관이었다.
이후의 그의 치세는 작센, 바이에른 및 슈바벤의 귀족들과의 경쟁에 맞서 왕권을 확립하는 일에 소진되었다. 그의 군사 행동은 대부분 실패했고 자신의 가문을 굳건한 독일의 왕가로 올려 놓지 못했다.
서프랑크의 샤를 3세는 자신이 카롤링거 왕가의 후손이므로 동프랑크의 왕위 역시 요구하였고, 귀족들은 마땅히 그의 편을 들어주지 않은 채 수수방관하였다. 아들도 없던 그는 자신의 동생 에버하르트 대신 작센의 하인리히에게 왕위를 넘겨주게 된다. 콘라트는 즉위 후 7년간 스스로 독립, 자립하려는 동프랑크 왕국 각처의 동프랑크인 공작, 백작들을 억압하였다. 동시에 마자르 족의 변방 약탈 문제를 처리해야 했다.

#### 내부 혼란과 왕권 실추

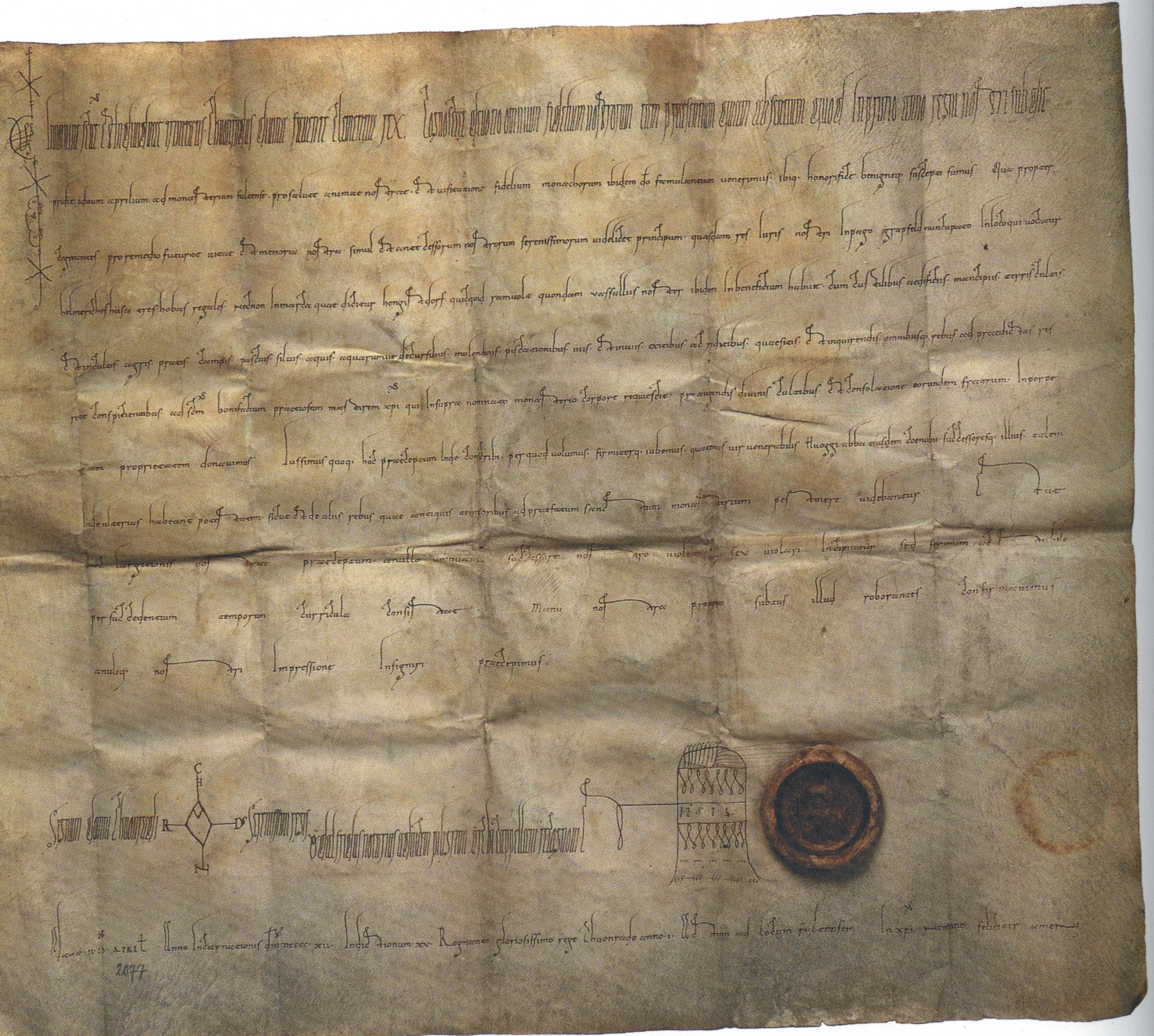
912년 4월 12일 풀다 수도원에 기증하는 콘라트 1세의 친필 서명 문서

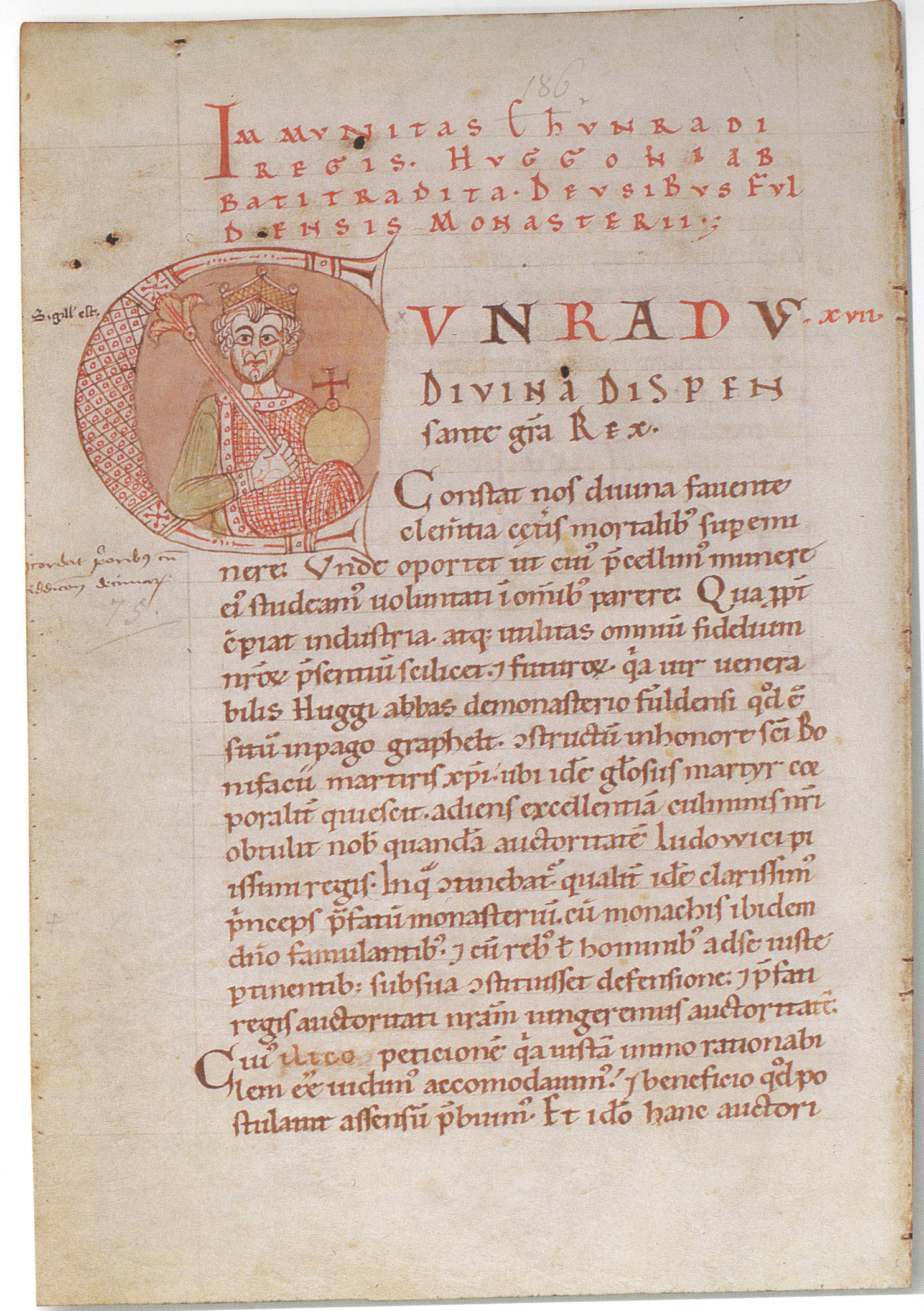
콘라트 1세와 그의 형제 에버하르트를 서술한 1150년-1160년경에 쓰인 독일의 역사서

911년 슈바벤 공작 부르하르트 1세가 갑자기 사망했다. 팔라틴 백작 에르찬가르와 베르톨드 등이 공작령을 탐냈고, 이후 슈바벤 공작위를 놓고 여러 귀족이 경합을 벌이기도 했다. 그 와중에 아들 부르하르트와 울리히는 유배되고, 부르하르트 1세의 동생 아달베르트는 콘스탄츠의 주교 솔로몬에 의해 죽게 된다. 이어 에르찬가르가 슈바벤의 새 공작이 되었다. 그러나 에르찬가르는 사사건건 콘라트 1세에게 도전하였다.
콘라트는 왕권 강화를 위해 로트링겐을 공략했으나 실패했고, 역시 아헨 성 공략을 시도했지만 역시 실패했다. 907년 동프랑크를 침략한 마자르 족을 바이에른의 프레센부르크에서 교전했지만 참패하였다.(→프레센부르크의 전투 (907년)) 이 전투에서의 패전으로 콘라트는 왕으로서의 권위를 상당부분 실추당했다. 912년 1월에는 서프랑크의 샤를 3세가 군사를 이끌고 알사스를 침공하기도 했다.
콘라드 1세는 912년과 913년에 군사를 일으켜 로타링기아의 영유권을 요구하며 로타링기아를 침공하였으나, 함락에 실패했다. 913년 로트링기아의 귀족들은 다시 알자스를 침공하고, 스트라스부르 성곽을 불태웠다.
913년 콘라트는 서프랑크의 총리이자 트리어 대주교인 트리어의 라트보트를 영입하였다. 프레센부르크 전투에서 참패한 후 각처의 귀족들은 그의 지도력을 의심했고, 그는 작센의 하인리히 등과 정치적 타협을 보았다. 그러나 슈바벤의 공작 에르찬가르와 그 뒤를 이은 슈바벤 공작 부르하르트 2세는 그의 재위기간 내내 그를 괴롭혔다. 912년부터 917년까지는 마자르 족이 수시로 침략하여 그를 괴롭혔다. 지역의 지도자들은 스스로를 방어해야 했고, 국왕의 권위는 실추되었다. 913년 마자르 족은 팔라틴에서 백작 에르찬가르와 그라프 오달리히(Odalrich)를 격파했고, 913년에 바이에른의 아르눌프는 군대 대다수를 잃고 말았다. 콘라트왕은 동프랑크 국내의 공작, 백작들 간의 갈등을 조절하지도 못했다. 913년 이후 콘라트는 권위 상당부분을 잃게 되었다.
작센의 오토 광휘공은 그의 강력한 정적으로, 그는 작센족 군대에 대해 불쾌하게 여겼다. 오토가 죽기 전 자신의 권한을 하인리히에게 양도하자, 콘라트 1세는 이를 경계하였다. 콘라트 1세는 마인츠 대주교 하토를 사주, 자객을 보내 오토의 아들 하인리히를 목걸이로 살해하려 하였으나, 자객의 배신으로 실패하였다.
913년 콘라트 1세는 자신의 정통성을 더욱 굳건히 하기 위해, 슈바벤 공작의 미망인이자 슈바벤 백작 에르찬가르(Erchanger)의 누이인 쿠니군데와 결혼하였다. 바이에른 공작 레오폴트의 과부였던 쿠니군데는 그에게 할머니뻘이 되는 친척으로, 쿠니군데에게는 바이에른의 아르눌프와 베르톨드라는 아들이 이미 있었다. 쿠니군데의 전 남편인 레오폴트는 다시 황제 아르눌프의 생모인 리트빈데의 친족이었다. 쿠니군데는 그에게 딸 쿠니군데와 아들 헤르만을 안겨주었다. 그러나 아들 헤르만은 어려서 요절했다. 913년 초, 에르찬가르는 콘라트 1세에 대해 모반을 기도했고, 콘라트1세가 그해 로타링기아를 정벌하러 간 사이 반란을 일으켰다. 로렌에서 급히 퇴각한 콘라트는 전쟁에서 기적적으로 승리하였다. 이후 콘라트는 에르찬가르는 평화협정을 체결하고 에르찬가르의 누이와 결혼하는 것으로 타협을 보았다.
그러나 전임 슈바벤 공작의 아들 부르하르트가 반역을 기도했고, 에르찬가르는 부르하르트의 편을 들었다. 콘라트는 호헨트비엘(Hohentwiel)을 점령했던 부르하르트를 격파하였다. 그러나 작센 공작 작센의 하인리히가 군사를 이끌고 프랑켄에 침입했기 때문에 철군해야 했다.
그 해 에르찬가르는 콘라트 1세의 자문 솔로몬 주교를 납치했고, 콘라트는 군사를 일으켜 솔로몬 주교를 구출한 후 에르찬가르를 추방했다가 곧 풀어주었다. 솔로몬 주교는 에르찬가르에게 저항하지 말 것을 여러번 설득하였으나 에르찬가르는 듣지 않았다.
913년부터 917년 사이에 최소 4번 이상 마자르족이 동프랑크 제국을 침공했으나, 콘라트1세는 아무런 대응을 하지 않았다. 그가 가만히 있던 이유는 알려진 것이 없다. 지역 귀족, 제후, 지방관들은 그들 스스로 자신의 지역을 방어하였다.
915년 콘라트 1세는 형제 에베르하르트 3세에게 군대를 딸려보내 작센의 하인리히 1세를 치게 하였으나, 에레스부르크에서 크게 패하였다. 콘라트는 직접 군사를 이끌고 작센으로 갔고, 하인리히는 일단 콘라트에게 충성을 맹세하는 것으로 협상하였다.

### 생애 후반

#### 치세 후반
바이에른 전 공작의 미망인과 결혼한 것을 근거로 콘라트는 바이에른에 자신의 영향력을 확장하려 했다. 그러나 그마저도 쉽지 않았다. 914년 6월 콘라트는 계약서를 작성, 아내 쿠니군데가 보통의 왕비가 아닌 왕국 내에서의 정치적인 영향력을 행사할 수 있음을 명시하였다. 아들 헤르만이 태어났지만 어려서 요절했고 딸 쿠니군데만이 성인이 될 때까지 살아남았다. 915년까지 콘라트는 필사적으로 아들을 얻기 위해 노력했지만 실패하였다. 918년 2월 7일 왕비 슈바벤의 쿠니군데가 사망했다. 쿠니군데는 생전 풀다 수도원에 장지를 정했지만 로쉬 수도원에 안장되었다. 후에 18세기에 이르러 로쉬 수도원에 안치되었던 쿠니군데의 시신은 도난당했다.
916년 9월 20일 콘라트 1세는 동프랑크 왕국 내 교회 지도자 회의를 소집했다. 교황의 승인을 얻어 프랑코니아 주교 오르트의 페트로(Petero von Orte)에 의해 호엔알테임(Hohenaltheim)에서 소집되었다. 호엔알테임의 주교회의에서 왕권을 강화하고 교회와 왕 사이의 가까운 동맹을 강화하기로했다. 그는 교계와의 연대를 통해 자신의 취약한 왕권을 강화하려 했다. 916년 바이에른의 아르눌프가 레겐스부르크에서 콘라트에 대항해 반란을 일으켰으나 실패했다. 바이에른의 아르눌프는 곧 헝가리로 도주했고, 콘라트는 자신의 형제 에베르하르트를 바이에른 공작으로 임명했다. 바이에른의 아르눌프는 1년 뒤 돌아와 에베르하르트에게 돈을 주고 바이에른 영지를 매입, 회복하였다. 바이에른의 아르눌프와의 전투에서 얻은 상처는 그의 사망 원인이 되었다.

#### 최후

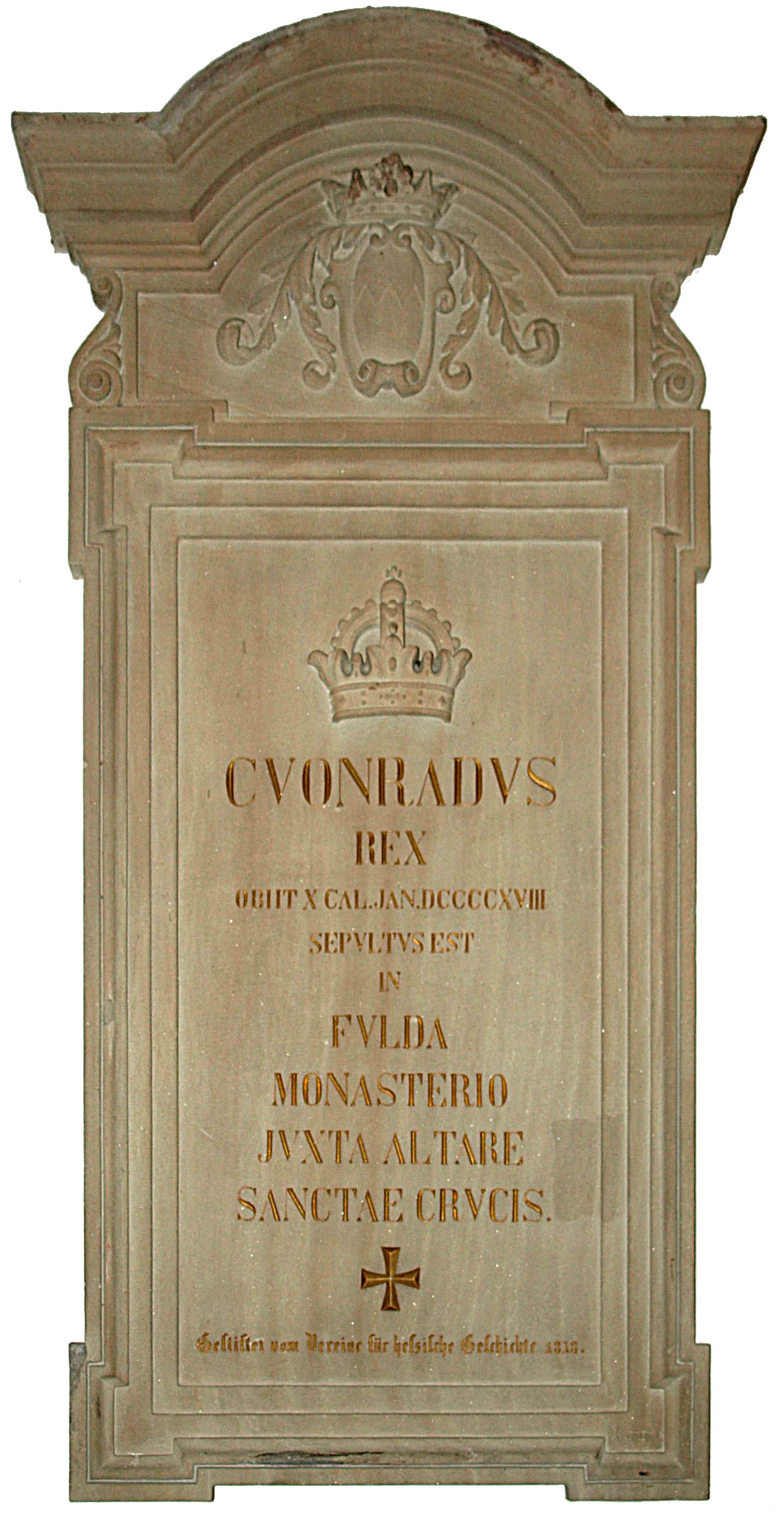
풀다 대성당내에 안치된 콘라트 1세의 묘비

그는 로마 가톨릭 교회와 긴밀한 협조, 연락을 유지했지만 작센, 바이에른, 슈바벤, 로타링기아의 제후, 귀족들로부터 인정받지 못했다.
한편 서프랑크 왕국의 샤를 3세는 자신이 카롤링거 왕조의 적자, 정통임을 들어 왕위 계승권을 요구하였다. 콘라트가 즉위한 뒤에도 동프랑크의 일부 귀족들은 샤를을 지지하여, 샤를읏ㄴ 동프랑크로 초빙하려 했다. 콘라트 1세는 서프랑크의 샤를 3세 생쁠의 계속된 국경지대 침공에 번번히 패배하고, 마자르족의 침입을 막아 내지 못하여 지방 제후들의 신임을 잃었고, 국왕으로서의 권위도 상실하였다. 또한 아들이 없었던 점이 그의 치명적인 약점이 되었다. 917년 1월 23일 콘라트는 호엔알테임에서 소집한 주교회의에서 자신의 정적인 슈바벤 공작 에르찬가르와 베르톨드, 그리고 그들의 조카 리우트프리드(Liutfrid)를 수도원에 감금하기로 했다가, 곧참수형에 처했다. 이들의 재산을 몰수한 콘라트는 곧 909년부터 911년 잠시 선출에 의한 슈바벤 공작이었던 부르하르트 1세의 아들로 일찍이 유배되었던 부르하르트를 슈바벤 공작에 임명하였다.
콘라트는 바이에른의 아르눌프와 교전 중에 얻은 부상 후유증으로 병석에 누웠다가 918년 12월 23일 낫소의 바일부르크(Weilburg)에서 죽었는데 그에게는 아들이 없었다. 외아들 헤르만의 요절로 아들이 없던 콘라트는 임종시에 자신의 동생 에베르하르트에게 유언으로 왕위를 작센의 공작 하인리히에게 넘기라고 유언을 남겼다. 콘라두스는 에베르하르트에게 왕위 욕심을 단념하라고 요구했고, 그를 새 왕에게 상징물을 전달하는 역할을 내정하였다. 당시 하인리히는 침범하는 마자르족에 맞서 왕국의 영토를 지킬 수 있는 가장 강력한 영주라고 생각했기 때문이다. 에베르하르트와 다른 귀족들은 유언을 지켜 프리츨러의 의회에서 하인리히를 독일의 왕으로 선출했다.

### 사후
콘라트는 919년 1월 수도원과 성당을 겸용하던 헤센의 풀다 성당에 안치되었다. 풀다 성당은 성 보니파시오의 시신이 안치된 곳이기도 하다.
아들 헤르만은 일찍 요절했다. 딸인 쿠니군데는 보름스가우의 백작이자 노이가우와 스피가우의 백작인 베르너 5세(Werner V)와 결혼했고 그들의 아들은 오토 1세의 사위가 되는 콘라트 적왕이다. 그의 동생으로 프랑켄 공작직을 계승한 에베르하르트 폰 튀링겐은 형의 뜻을 받들어 우선 하인리히 1세를 지지했지만 939년 오토 1세에 대항하여 반란을 일으켰다가(→안더나흐의 전투 (939년)), 패하고 전사하였다. 이후 그의 영지는 오토 1세에 의해 몰수되어 독일의 군주가 임명하는 이에게로 돌아갔다.

## 기타
프륌의 종교 연대기 작가는 콘라트 1세에 대해 "항상 온화하고 현명한 사람이자 신성한 가르침을 사랑하는 사람"이라는 평을 남겼다.
크레모나의 리우르프란트(Liudprand)는 "프랑크 족 과 작센 족과의 강력한 전쟁 경험이 풍부한 사람"으로 자신의 선거에 즈음하여 자신의 반대자들을 설득시켜 극복하고, 지혜의 힘과 그의 용기의 강도에 의해 반항적인 귀족들을 정복한 사람이라는 평을 남겼다.

## 가계
- 증조부 : 게버하르트(Gebhard, Count of Lahngau, ? - 879년, 가우(Lahngau) 백작)
- 할아버지 : 우도 2세 네우스트리아(Udo II von Neustria, 베터라우(Wetterau) 공작)
  - 숙부 : 베렌가르(Berengar, 헤센 백작)
- 아버지 : 콘라드 폰 튀링겐(Conrad, Duke of Thuringia, ? - 906년 2월 27일) 튀링겐 공작
- 어머니 : 글리스무트(Glismut, 866년? - 924년 4월 26일), 아르눌프의 딸
  - 동생 : 에베르하르트(Eberhard)
  - 동생 : 오토(Otto) 또는 우도(Udo, ? - 918년)
- 처 : 쿠니군데(Cunigunda, 870/878/880경 ~ 918년 2월 7일), 동프랑크의 왕 독일인 루트비히 2세의 딸 기셀라의 딸
  - 딸 : 쿠니군데(Cunigunda)
  - 사위 : 에베르하르트
    - 외손 : 콘라트 적왕(Conrad The Red, ? - 955년, 오토 1세의 사위, 잘리어 왕가의 콘라트 2세의 증조부)

  - 아들 : 헤르만(Herman), 요절
- 장인 : 베르톨드(Berthold I), 슈바벤과 팔라틴백작
- 장모이자 외증대이모 : 기셀라(Gisela), 동프랑크의 왕 루트비히 2세 독일인의 딸
  - 처남 : 에르찬가르 2세(Erchanger II, 870/880 - 917, 슈바벤 공작(915-917))